# 롯데케미칼 대산공장 폭발 사고
롯데케미칼 대산공장 폭발 사고는 2020년 3월 4일 새벽 2시 59분께 충청남도 서산시 대산읍 독곶1로에 위치한 롯데케미칼 대산공장에서 발생된 폭발 사고이다. 해당 사고의 여파에 따라 사망자 없이 공장에 근로하고 있는 직원과 인접 지역 주민 등 56명이 부상당하는 사건이다. 사고의 원인은 나프타와 같은 석유 제품을 가공하는 과정상 에틸렌을 생산하고 있는 과정에서 발생된 사고로 추정된 상태이다. 다만 경찰 및 소방 당국에 따르면 "나프타를 분해하고 있는 공정상 압축 라인에서 폭발이 일어나게 된 것 같다는 공장 측 설명 등을 토대로 정확한 경위를 조사할 예정"이라고 전했다.

## 여담
대한민국과 이란, 이탈리아에서 걷잡을 수 없이 유행 붐이 지속되고 있는 코로나19 범유행이 일게 되던 와중에 대형 사고까지 끊임없이 지속되는 매우 이례적인 일이기도 하다.